# فرد واربورتون
فرد واربورتون (بالإنجليزية: Fred Warburton)‏ (8 أغسطس 1880 في المملكة المتحدة - 29 نوفمبر 1948) هو مدرب كرة قدم ولاعب كرة قدم بريطاني (وحمل سابقاً جنسية المملكة المتحدة لبريطانيا العظمى وأيرلندا) في مركز الهجوم، شارك في الألعاب الأولمبية الصيفية 1920. ولعب مع بولتون واندررز وسويندون تاون ونادي أكرينغتون ستانلي ونادي بليموث أرجايل ونادي بوري وأكرينجتون ستانلي ‏ ونادي موركامب.

## وصلات خارجية
- فرد واربورتون على موقع قاعدة بيانات كرة القدم.إي يو (الإنجليزية)
- فرد واربورتون على موقع عالم كرة القدم.نت (الإنجليزية)
- فرد واربورتون على موقع أوليمبيديا (الإنجليزية)